# Santiago E-Prix 2018
Der Santiago E-Prix 2018 (offiziell: 2018 Antofagasta Minerals Santiago E-Prix) fand am 3. Februar auf der Formel-E-Rennstrecke Santiago (Parque Forestal) in Santiago de Chile statt und war das vierte Rennen der FIA-Formel-E-Meisterschaft 2017/18. Es handelte sich um den ersten Santiago E-Prix und um das erste Rennen der FIA-Formel-E-Meisterschaft in Chile.

## Bericht

### Hintergrund
Nach dem Marrakesch E-Prix führte Felix Rosenqvist in der Fahrerwertung mit vier Punkten vor Sam Bird und mit elf Punkten vor Jean-Éric Vergne. In der Teamwertung hatte Mahindra Racing 17 Punkte Vorsprung auf DS Virgin und 32 Punkte Vorsprung auf Techeetah.
Bereits beim Rennen in Marrakesch plante die FIA, dass die Mindestzeit, die seit dem Bestehen der Serie vor jedem Rennen festgelegt wurde, entfallen solle. Nachdem die Teams dort in einem Brief an die Rennkommissare Sicherheitsbedenken wegen der geplanten Abschaffung der Mindestzeit beim Fahrzeugwechsel äußerten, wurde diese auf das Rennen in Santiago verschoben. Die Fahrzeuge wurden im Vorfeld des Rennens mit Sicherheitsgurten aus dem Langstreckensport ausgerüstet, mit denen sich die Fahrer nach dem Fahrzeugwechsel schnell und ohne die Hilfe eines Mechanikers selbst Anschnallen können. Somit handelte es sich um den ersten E-Prix, bei dem es keine Mindestzeit für den Fahrzeugwechsel gab.
Sébastien Buemi, Lucas di Grassi und José María López erhielten einen sogenannten FANBOOST, sie durften die Leistung ihres zweiten Fahrzeugs einmal auf bis zu 200 kW erhöhen und so bis zu 100 Kilojoule Energie zusätzlich verwenden. Für Buemi und di Grassi war es der dritte FANBOOST in dieser Saison. Für López war es der zweite FANBOOST seiner Karriere. Den ersten erhielt er beim Saisonauftakt der Vorsaison.

### Training
Im ersten freien Training war Bird mit einer Rundenzeit von 1:19,439 Minuten Schnellster vor Rosenqvist und Vergne. Das Training wurde rund drei Minuten vor dem Ende nach einem Unfall von Maro Engel abgebrochen.
Im zweiten freien Training fuhr Vergne in 1:18,662 Minuten die Bestzeit vor Alex Lynn und Mitch Evans. Auch dieses Training wurde kurz vor dem Ende nach einem Unfall von Nicolas Prost abgebrochen.

### Qualifying
Das Qualifying begann um 12:00 Uhr und fand in vier Gruppen zu je fünf Fahrern statt, jede Gruppe hatte sechs Minuten Zeit, in der die Piloten maximal eine gezeitete Runde mit einer Leistung 170 kW und anschließend maximal eine gezeitete Runde mit einer Leistung von 200 kW fahren durften. Luca Filippi und Evans qualifizierten sich nach Fahrfehlern nicht für das Rennen. André Lotterer war mit einer Rundenzeit von 1:18,796 Minuten Schnellster.
Die fünf schnellsten Fahrer fuhren anschließend im Superpole genannten Einzelzeitfahren die ersten fünf Positionen aus. Vergne sicherte sich mit einer Rundenzeit von 1:19,161 Minuten die Pole-Position und damit drei Punkte. Die weiteren Positionen belegten Buemi, di Grassi, Lotterer und Bird. Lotterer prallte bereits am Beginn der Runde gegen die Streckenbegrenzung und schloss die Runde in langsamer Fahrt ab, Bird drehte sich auf seiner Runde, prallte ebenfalls gegen die Streckenbegrenzung und konnte die Runde nicht beenden.
Di Grassi wurde wegen eines Wechsels des Inverters um zehn Startplätze nach hinten versetzt, er geht daher von Startplatz 13 ins Rennen. Prost wurde um zwei Startplätze nach hinten versetzt, weil er im Qualifying eine Runde zu viel fuhr. Auch Evans erhielt wegen eines Wechsels des Intervers eine Rückversetzung um zehn Startplätze. Da er jedoch schon auf dem letzten Platz lag, wurde die Strafe in eine Zehn-Sekunden-Zeitstrafe umgewandelt, die er beim Fahrzeugwechsel absitzen muss.

### Rennen
Das Rennen ging über 37 Runden. Filippi startete aus taktischen Gründen aus der Boxengasse.
Lotterer und Nelson Piquet jr. starteten besser als Vergne und Buemi, beide überholten Buemi so noch vor der ersten Kurve. Hier griff Piquet dann Vergne auf der Außenseite an, dieser konnte sich jedoch verteidigen. López, der ebenfalls sehr gut gestartet war, griff in der zweiten Kurve ebenfalls auf der Außenseite Bird an. Dabei berührten sich die Fahrzeuge, López prallte gegen die Streckenbegrenzung und schied mit einer gebrochenen Radaufhängung aus. Im hinteren Teil des Feldes kam es zu einer weiteren Kollision, Heidfeld fuhr auf Daniel Abt auf. Auch Heidfeld beschädigte dabei seine Radaufhängung, er fuhr an die Box und wechselte in sein zweites Fahrzeug. Im weiteren Verlauf der ersten Runde überholte Rosenqvist Engel, dabei berührten sich die Fahrzeuge und Engel schlug in die Streckenbegrenzung ein. Auch er schied aus. Die Rennleitung entschied sich dazu, das Safety Car auf die Strecke zu schicken, um die Fahrzeuge von Engel und López bergen zu können. Vergne führte vor Piquet, Lotterer, Buemi, Bird, Lynn, Prost, Oliver Turvey, di Grassi und Abt.
Am Ende der vierten Runde wurde das Rennen wieder freigegeben. Piquet griff unmittelbar danach Vergne an, kam jedoch nicht an ihm vorbei. In der siebten Runde brach die Radaufhängung von Abt, die beim Unfall mit Heidfeld in der ersten Runde beschädigt wurde. Abt fuhr an die Box und wechselte in sein zweites Fahrzeug.
In der 12. Runde überholte di Grassi zunächst Turvey, drei Runden später dann auch Prost. In der 19. Runde überholte Lotterer Piquet und war nun Zweiter, außerdem überholte di Grassi Lynn, der am Ende der Runde zum Fahrzeugwechsel an die Box fuhr. Außer ihm wechselten noch Prost, Turvey, Tom Blomqvist und Filippi in dieser Runde in ihren zweiten Wagen. Turvey blieb nach dem Fahrzeugwechsel am Streckenrand stehen. Es gelang ihm jedoch, das Fahrzeug neuzustarten.
Eine Runde später wechselten Vergne, Lotterer, Piquet, Buemi, di Grassi, Evans, Rosenqvist, Jérôme D’Ambrosio und Edoardo Mortara das Fahrzeug. Di Grassi musste jedoch nach wenigen Metern seinen Wagen mit einem defekten Inverter abstellen. In der 21. Runde wechselten mit Bird und António Félix da Costa die letzten beiden Piloten in das zweite Auto.
Nach den Fahrzeugwechseln führte Vergne vor Lotterer, Piquet, Buemi, Rosenqvist, Lynn, Bird, Heidfeld, D’Ambrosio und Prost. Bei Heidfeld, dessen Batterie zu diesem Zeitpunkt nur noch über rund 20 Prozent Restenergie verfügte, war jedoch abzusehen, dass er nicht in der Lage sei, das Rennen zu beenden.
Lynn ließ seinen Teamkollegen Bird in der 23. Runde kampflos passieren. Vier Runden später schied Lynn dann mit einem Getriebedefekt aus. Kurz darauf überholte Buemi Piquet und war nun Dritter.
Vergne ging fälschlicherweise davon aus, dass er mit der Restenergie seines Fahrzeugs eine zusätzliche Runde auskommen müsse. Wegen technischer Probleme in der Box des Teams fiel auch die Funkverbindung zu den Fahrern aus, somit konnte Vergne nicht auf seinen Irrtum hingewiesen werden. Aus diesem Grund sparte Vergne mehr Energie als nötig, so dass Lotterer, Buemi, Piquet, Rosenqvist und Bird in den folgenden Runden aufschließen konnten. Lotterer griff Vergne mehrfach an, der sich jedoch mit allen zur Verfügung stehenden Mitteln verteidigte. Mehrfach berührten sich die Wagen der beiden Teamkollegen dabei.
In Runde 31 griff Piquet Buemi an, dabei verbremste er sich und musste in die Auslaufzone fahren. Er fiel auf den sechsten Platz zurück. Lotterer griff noch mehrere Male Vergne an, kam jedoch nicht vorbei. Gleiches galt für Rosenqvist, der trotz diverser Angriffe hinter Buemi blieb.
Vergne gewann das Rennen vor Lotterer und Buemi. Vergne und Techeetah erzielten ihren jeweils zweiten Sieg nach dem Montreal ePrix 2017. Es war der erste Doppelsieg eines Teams in der Geschichte der FIA-Formel-E-Meisterschaft. Lotterer erzielte seine erste Podiumsplatzierung in der FIA-Formel-E-Meisterschaft. Die restlichen Punkteplatzierungen belegten Rosenqvist, Bird, Piquet, Evans, D’Ambrosio, Félix da Costa und Prost. Der Punkt für die schnellste Rennrunde ging an Bird.
Nach dem Rennen wurde bei der technischen Abnahme festgestellt, dass an den Fahrzeugen von D’Ambrosio, Lotterer und Vergne unerlaubte Modifikationen an den neuen Sicherheitsgurten vorgenommen worden waren. Da diese Veränderungen dem technischen Delegierten der FIA nicht wie vorgeschrieben vor dem Rennen mitgeteilt wurden, wurde in allen drei Fällen das jeweilige Team zu einer Geldstrafe von jeweils 15.000 Euro verurteilt. Diese Entscheidung sorgte für viel Kritik von Fahrern, Teamverantwortlichen und Fans, da Abt beim Rennen in Hongkong wegen eines vermeintlich kleineren Regelverstoßes disqualifiziert worden war.
In der Gesamtwertung übernahm Vergne die Führung vor Rosenqvist und Bird. Auch in der Teamwertung wechselte die Führung, Techeetah lag nun vor Mahindra Racing und DS Virgin.

## Meldeliste
Alle Teams und Fahrer verwendeten Reifen von Michelin.
| Team                            | Fahrzeug             | Nr. | Fahrer                 |
| ------------------------------- | -------------------- | --- | ---------------------- |
| Renault e.dams                  | Renault Z.E.17       | 08  | Nicolas Prost          |
| Renault e.dams                  | Renault Z.E.17       | 09  | Sébastien Buemi        |
| Audi Sport ABT Schaeffler       | Audi e-tron FE04     | 01  | Lucas di Grassi        |
| Audi Sport ABT Schaeffler       | Audi e-tron FE04     | 66  | Daniel Abt             |
| Mahindra Racing Formula E Team  | Mahindra M4Electro   | 19  | Felix Rosenqvist       |
| Mahindra Racing Formula E Team  | Mahindra M4Electro   | 23  | Nick Heidfeld          |
| DS Virgin Racing Formula E Team | Virgin DSV-03        | 02  | Sam Bird               |
| DS Virgin Racing Formula E Team | Virgin DSV-03        | 36  | Alex Lynn              |
| Techeetah                       | Renault Z.E.17       | 18  | André Lotterer         |
| Techeetah                       | Renault Z.E.17       | 25  | Jean-Éric Vergne       |
| NIO Formula E Team              | NextEV NIO Sport 003 | 16  | Oliver Turvey          |
| NIO Formula E Team              | NextEV NIO Sport 003 | 68  | Luca Filippi           |
| Andretti Formula E              | Andretti ATEC-03     | 27  | Tom Blomqvist          |
| Andretti Formula E              | Andretti ATEC-03     | 28  | António Félix da Costa |
| Dragon Racing                   | PENSKE EV-2          | 06  | José María López       |
| Dragon Racing                   | PENSKE EV-2          | 07  | Jérôme D’Ambrosio      |
| Venturi Formula E Team          | Venturi VM200-FE-03  | 04  | Edoardo Mortara        |
| Venturi Formula E Team          | Venturi VM200-FE-03  | 05  | Maro Engel             |
| Panasonic Jaguar Racing         | Jaguar I-Type II     | 03  | Nelson Piquet jr.      |
| Panasonic Jaguar Racing         | Jaguar I-Type II     | 20  | Mitch Evans            |

## Klassifikationen

### Qualifying
| Pos.                                                                   | Fahrer                 | Team                            | Zeit     | Superpole  | Start |
| ---------------------------------------------------------------------- | ---------------------- | ------------------------------- | -------- | ---------- | ----- |
| 01                                                                     | Jean-Éric Vergne       | Techeetah                       | 1:19,124 | 1:19,161   | 01    |
| 02                                                                     | Sébastien Buemi        | Renault e.dams                  | 1:19,182 | 1:19,355   | 02    |
| 03                                                                     | Lucas di Grassi        | Audi Sport ABT Schaeffler       | 1:19,053 | 1:19,673   | 13    |
| 04                                                                     | André Lotterer         | Techeetah                       | 1:18,796 | 1:46,429   | 03    |
| 05                                                                     | Sam Bird               | DS Virgin Racing Formula E Team | 1:19,076 | keine Zeit | 04    |
| 06                                                                     | Nelson Piquet jr.      | Panasonic Jaguar Racing         | 1:19,300 | –          | 05    |
| 07                                                                     | Alex Lynn              | DS Virgin Racing Formula E Team | 1:19,447 | –          | 06    |
| 08                                                                     | Oliver Turvey          | NIO Formula E Team              | 1:19,574 | –          | 07    |
| 09                                                                     | Nicolas Prost          | Renault e.dams                  | 1:19,623 | –          | 10    |
| 10                                                                     | José María López       | Dragon Racing                   | 1:19,662 | –          | 08    |
| 11                                                                     | Daniel Abt             | Audi Sport ABT Schaeffler       | 1:19,726 | –          | 09    |
| 12                                                                     | Maro Engel             | Venturi Formula E Team          | 1:19,877 | –          | 11    |
| 13                                                                     | Jérôme D’Ambrosio      | Dragon Racing                   | 1:19,923 | –          | 12    |
| 14                                                                     | Felix Rosenqvist       | Mahindra Racing Formula E Team  | 1:19,984 | –          | 14    |
| 15                                                                     | Nick Heidfeld          | Mahindra Racing Formula E Team  | 1:20,012 | –          | 15    |
| 16                                                                     | António Félix da Costa | Andretti Formula E              | 1:20,132 | –          | 16    |
| 17                                                                     | Edoardo Mortara        | Venturi Formula E Team          | 1:20,157 | –          | 17    |
| 18                                                                     | Tom Blomqvist          | Andretti Formula E              | 1:20,422 | –          | 18    |
| 110-Prozent-Zeit: 1:26,676 min (bezogen auf Bestzeit von 1:18,796 min) |                        |                                 |          |            |       |
| 19                                                                     | Luca Filippi           | NIO Formula E Team              | 1:31,271 | –          | 19    |
| 20                                                                     | Mitch Evans            | Panasonic Jaguar Racing         | 1:40,540 | –          | 20    |

Anmerkungen
1. ↑  Di Grassi wurde wegen eines Inverterwechsels um zehn Startplätze nach hinten versetzt.
2. ↑  Prost wurde um zwei Startplätze nach hinten versetzt, weil er im Qualifying eine Runde zu viel fuhr.
3. ↑  Obwohl er sich nicht qualifiziert hatte, durfte Filippi starten, da er im freien Training ausreichend schnell gewesen war.
4. ↑  Obwohl er sich nicht qualifiziert hatte, durfte Evans starten, da er im freien Training ausreichend schnell gewesen war.
5. ↑  Evans wurde wegen eines Inverterwechsels um zehn Startplätze nach hinten versetzt.

### Rennen
| Pos. | Fahrer                 | Team                            | Runden | Zeit        | Start | Schnellste Runde |
| ---- | ---------------------- | ------------------------------- | ------ | ----------- | ----- | ---------------- |
| 01   | Jean-Éric Vergne       | Techeetah                       | 37     | 1:01:24,514 | 01    | 1:20,928 (26.)   |
| 02   | André Lotterer         | Techeetah                       | 37     | + 1,154     | 03    | 1:20,633 (26.)   |
| 03   | Sébastien Buemi        | Renault e.dams                  | 37     | + 1,959     | 02    | 1:20,517 (26.)   |
| 04   | Felix Rosenqvist       | Mahindra Racing Formula E Team  | 37     | + 2,793     | 14    | 1:20,424 (26.)   |
| 05   | Sam Bird               | DS Virgin Racing Formula E Team | 37     | + 4,490     | 04    | 1:20,235 (30.)   |
| 06   | Nelson Piquet jr.      | Panasonic Jaguar Racing         | 37     | + 6,364     | 05    | 1:20,442 (25.)   |
| 07   | Mitch Evans            | Panasonic Jaguar Racing         | 37     | + 7,099     | 20    | 1:20,627 (23.)   |
| 08   | Jérôme D’Ambrosio      | Dragon Racing                   | 37     | + 13,308    | 12    | 1:20,898 (36.)   |
| 09   | António Félix da Costa | Andretti Formula E              | 37     | + 14,811    | 16    | 1:20,432 (26.)   |
| 10   | Nicolas Prost          | Renault e.dams                  | 37     | + 21,092    | 10    | 1:21,210 (31.)   |
| 11   | Tom Blomqvist          | Andretti Formula E              | 37     | + 32,924    | 18    | 1:21,468 (25.)   |
| 12   | Luca Filippi           | NIO Formula E Team              | 37     | + 44,127    | 19    | 1:21,214 (30.)   |
| 13   | Edoardo Mortara        | Venturi Formula E Team          | 37     | + 49,398    | 17    | 1:20,719 (25.)   |
| 14   | Oliver Turvey          | NIO Formula E Team              | 37     | + 1:12,282  | 07    | 1:20,726 (26.)   |
| —    | Alex Lynn              | DS Virgin Racing Formula E Team | 26     | DNF         | 06    | 1:21,012 (25.)   |
| —    | Nick Heidfeld          | Mahindra Racing Formula E Team  | 23     | DNF         | 15    | 1:22,832 (09.)   |
| —    | Lucas di Grassi        | Audi Sport ABT Schaeffler       | 21     | DNF         | 13    | 1:21,106 (15.)   |
| —    | Daniel Abt             | Audi Sport ABT Schaeffler       | 11     | DNF         | 09    | 1:23,480 (06.)   |
| —    | José María López       | Dragon Racing                   | 0      | DNF         | 08    | —                |
| —    | Maro Engel             | Venturi Formula E Team          | 0      | DNF         | 11    | —                |

## Meisterschaftsstände nach dem Rennen
Die ersten zehn des Rennens bekamen 25, 18, 15, 12, 10, 8, 6, 4, 2 bzw. 1 Punkt(e). Zusätzlich gab es drei Punkte für die Pole-Position und einen Punkt für den Fahrer unter den ersten Zehn, der die schnellste Rennrunde erzielte.

### Fahrerwertung
| Pos. | Fahrer                 | Team                            | Punkte |
| ---- | ---------------------- | ------------------------------- | ------ |
| 01   | Jean-Éric Vergne       | Techeetah                       | 71     |
| 02   | Felix Rosenqvist       | Mahindra Racing Formula E Team  | 66     |
| 03   | Sam Bird               | DS Virgin Racing Formula E Team | 61     |
| 04   | Sébastien Buemi        | Renault e.dams                  | 37     |
| 05   | Nelson Piquet jr.      | Panasonic Jaguar Racing         | 33     |
| 06   | Edoardo Mortara        | Venturi Formula E Team          | 24     |
| 07   | Mitch Evans            | Panasonic Jaguar Racing         | 21     |
| 08   | Nick Heidfeld          | Mahindra Racing Formula E Team  | 21     |
| 09   | André Lotterer         | Techeetah                       | 18     |
| 10   | Daniel Abt             | Audi Sport ABT Schaeffler       | 12     |
| 11   | António Félix da Costa | Andretti Formula E              | 10     |

| Pos. | Fahrer            | Team                            | Punkte |
| ---- | ----------------- | ------------------------------- | ------ |
| 12   | Oliver Turvey     | NIO Formula E Team              | 8      |
| 13   | José María López  | Dragon Racing                   | 8      |
| 14   | Alex Lynn         | DS Virgin Racing Formula E Team | 8      |
| 15   | Nicolas Prost     | Renault e.dams                  | 7      |
| 16   | Maro Engel        | Venturi Formula E Team          | 6      |
| 17   | Tom Blomqvist     | Andretti Formula E              | 4      |
| 18   | Jérôme D’Ambrosio | Dragon Racing                   | 4      |
| 19   | Luca Filippi      | NIO Formula E Team              | 1      |
| 20   | Lucas di Grassi   | Audi Sport ABT Schaeffler       | 0      |
| 21   | Kamui Kobayashi   | Andretti Formula E              | 0      |
| 22   | Neel Jani         | Dragon Racing                   | 0      |

### Teamwertung
| Pos. | Team                            | Punkte |
| ---- | ------------------------------- | ------ |
| 01   | Techeetah                       | 89     |
| 02   | Mahindra Racing Formula E Team  | 87     |
| 03   | DS Virgin Racing Formula E Team | 69     |
| 04   | Panasonic Jaguar Racing         | 54     |
| 05   | Renault e.dams                  | 44     |

| Pos. | Team                      | Punkte |
| ---- | ------------------------- | ------ |
| 06   | Venturi Formula E Team    | 30     |
| 07   | Andretti Formula E        | 14     |
| 08   | Audi Sport ABT Schaeffler | 12     |
| 09   | Dragon Racing             | 12     |
| 10   | NIO Formula E Team        | 9      |